# ベネッセモバイルFREO
ベネッセモバイルFREO（ベネッセモバイル フレオ）とは、ベネッセコーポレーションが、進研ゼミの中学生および高校生の会員を対象として、2010年2月9日から2011年2月28日まで行っていた、ソフトバンクモバイルが移動体通信事業者（MNO）・ソフトバンクテレコムが仮想移動体サービス提供者（MVNE）の仮想移動体通信事業者（MVNO）の携帯電話事業である。

## 概要
2010年1月28日に、同年2月9日より提供開始が発表された。
開始当初から、2010年5月15日までの申込受付としていた。このため、新規契約申し込みは行われていない。
その後、他通信事業者も子供などのフィルター機能を強化し、同社の特徴が生かせないことや、設定価格が高額だったためか想定以下の契約数しか確保できなかったことから、2011年2月28日を以ってサービスを停止した。コールセンターも同年3月末で閉鎖された。
なおその際には解約金などは発生せず、番号ポータビリティで他事業者に移行する場合などで発生する費用も同社が負担すると発表されている
。

## 販売チャネル
進研ゼミ会員を対象として、WEBでの受付のみとなる。契約者名義は会員の保護者のものとなる。MNPでの新規加入にも対応している。

## サービス内容

### 利用料金・端末料金
原則、ソフトバンクモバイルと同様。

### コンテンツ
基本的にはソフトバンクモバイルと同一だが、対象が中学生や高校生といった低年齢層であるため、フィルタリング機能の利用が必須となっている。ソフトバンクモバイルのフィルタリング機能に比べ、利用期間や会員の年齢に応じてより細かく設定できるようになっている。

### メールアドレス
ソフトバンクモバイル電話契約と同じ、xxx@softbank.ne.jpが提供される(xxx部分は任意で設定)。

## 端末
ソフトバンクモバイル向けの端末が提供されるが、現時点では全く同一の機能が使えるわけではない。また、端末はレンタルなので解約時には返却しなければならない。

### 発売されていた端末
- SoftBank 840SH（ただし、ソフトバンクモバイル製品とは機能が一部異なる）

## 沿革
- 2010年1月28日 - 参入を発表。同日にサイトもオープン。
- 2010年2月9日 - サービス開始。
- 2010年5月15日 - 当初の予定通り、新規受付を終了。
- 2011年2月28日 - サービス終了。
- 2011年3月31日 - サービス窓口を終了。